# 榊原郁恵の音楽大好き!!日曜日
榊原郁恵の音楽大好き!!日曜日（さかきばらいくえのおんがくだいすきにちようび）は、文化放送の制作で1982年10月10日から1985年3月31日まで放送されていたラジオ番組。

## 概要
当時既にラジオパーソナリティ経験が豊富だった榊原郁恵をメインパーソナリティに起用した、音楽とトークを基調とした番組。リスナーからのリクエスト曲、歌手・アーティストをゲストに迎えてのトーク、毎週違うテーマごとの選曲などで構成されていた。
番組タイトル通り、毎週日曜日の放送。最初は文化放送ホームランナイターの放送されていないナイターオフ枠の20時台で、1983年4月以降は同じ日曜日の午前の時間帯でそれぞれ放送されていた。
毎週日曜日朝の7:00 - 8:00に移動して放送されていた1983年4月から6か月間は、後楽園ゆうえんち（現：東京ドームシティアトラクションズ）の一社提供で、本番組中に「後楽園 歌のメリーゴーランド」のコーナーがあった。1983年10月からは毎週日曜日朝の9:00 - 9:30に移動し短縮して30分番組となり、前番組『ばんばん・優子のグッドセンス・ナンセンス』から引き続いて全国モーターボート競走会連合会の単独提供でこの時からNRN系各局にネットされるようになり、1985年3月まで放送されていた。

## 放送時間
- 文化放送（制作局）
  - 毎週日曜日 20:00 - 21:00 （JST、1982年10月10日 - 1983年3月27日）
  - 毎週日曜日 7:00 - 8:00 （JST、1983年4月3日 - 同年10月2日）
  - 毎週日曜日 9:00 - 9:30 （1983年10月9日 - 1985年3月31日）

### ネット局
※全て1983年10月から
- 静岡放送：日曜日 11:00 - 11:30
- 東海ラジオ放送：日曜日 19:30 - 20:00 （1984年4月8日まで[5]）→ 日曜日 21:00 - 21:30 （1984年4月15日から、1984年9月30日打ち切り[6]）
- KBS京都：日曜日 17:00 - 17:30 （1984年9月30日打ち切り[7]）
- ラジオ大阪：日曜日 8:20 - 8:50 （1984年9月30日打ち切り[7]）
- ラジオ関西：日曜日 10:30 - 11:00
- 山陽放送：日曜日 13:30 - 14:00
- 中国放送：日曜日 13:00 - 13:30
- 山口放送：日曜日 11:00 - 11:30
- 西日本放送：日曜日 13:00 - 13:30
- 四国放送：日曜日 9:30 - 10:00
- 九州朝日放送：日曜日 8:30 - 9:00
- 長崎放送：日曜日 11:00 - 11:30

（出典：）

## 主なコーナー
音楽大好き！
- 本番組前半のコーナー。リスナーからのリクエスト曲を紹介し、その曲についてトーク[2]。

音楽大好き人間
- 歌手・アーティストらをゲストに迎えてトーク[2]。

音楽いっぱい欲しいよ
- 毎週違うテーマを決めて、それに沿った選曲で構成[2]。

日曜だけの花屋さん
- ある人に花を贈りたいリスナーのメッセージを紹介、番組が代わって花を届けてくれる[2]。

後楽園 歌のメリーゴーランド
- 1983年4月 - 同年10月期のみ、後楽園ゆうえんち（現：東京ドームシティアトラクションズ）提供のコーナー[3][4]